# Kostrzyn (district Poznań)
Kostrzyn is een stad in de Poolse provincie Groot-Polen, gelegen in het district Poznań. De oppervlakte bedraagt 8,03 km², het inwonertal 8398 (2005).